# Area 11 di Brodmann
L'area 11 di Brodmann è una delle regioni del cervello definite citologicamente da Korbinian Brodmann. È coinvolta nella pianificazione, ragionamento, ricompensa, memoria a lungo termine e presa di decisioni.

## Anatomia topografica negli umani
L'area 11 di Brodmann, o BA11, è situata nel lobo frontale della corteccia cerebrale,più specificatamente nella parte della corteccia orbitofrontale che copre la parte mediale della superficie ventrale del lobo frontale.
L'area prefrontale 11 di Brodmann-1909 è una suddivisione del lobo frontale del cervello umano, definita in base alla citoarchitettonica. Venne determinata e illustrata, comprende le zone che successivamente vennero definite da Brodmann-10 come area prefrontale 11 e area rostrale 12.
CBA11 è la parte costituisce la maggior parte del giro orbitale, la circonvoluzione retta e la porzione rostrale del giro frontale superiore. È circondata mediamente dal solco rostrale inferiore e lateralmente dal solco frontomarginale. Nella parte laterale e rostrale dell'emisfero è circondata dall'area frontopolare 10, l'area orbitale 47 e l'area triangolare 45; nella superficie mediale si rapporta con l'area rostrale 12 e caudalmente con l'area subgenuale 25. Nella prima mappa l'area 11 di Brodmann-1909 era più larga e includeva anche l'area rostrale 12.

## Anatomia topografica nelle scimmie
L'area 11 di Brodmann è una suddivisione del lobo frontale della corteccia del cercopithecus definita in base alla citoarchitettonica (Brodmann-1905).

### Struttura
Sulla base della suddivisione citoarchitettonica della corteccia encefalica, nell'area 11 sono maggiormente rappresentati gli strati piramidale esterno (III strato) interconnesso con le cellule dello strato piramidale interno (V strato). È assente invece il IV strato (strato dei granuli interno). 
Il VI strato, così come nell'area 10, è caratterizzato da strie di cellule orientate parallelamente rispetto alla superficie corticale, con una graduale transizione dallo strato multiforme alla sostanza bianca sottocorticale .Lo strato molecolare (I strato) è piuttosto sottile.

## Galleria d'immagini

Animazione
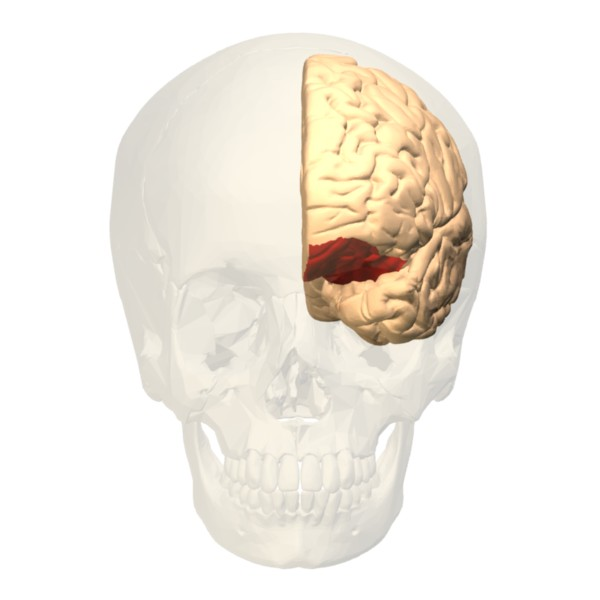
Vista Frontale
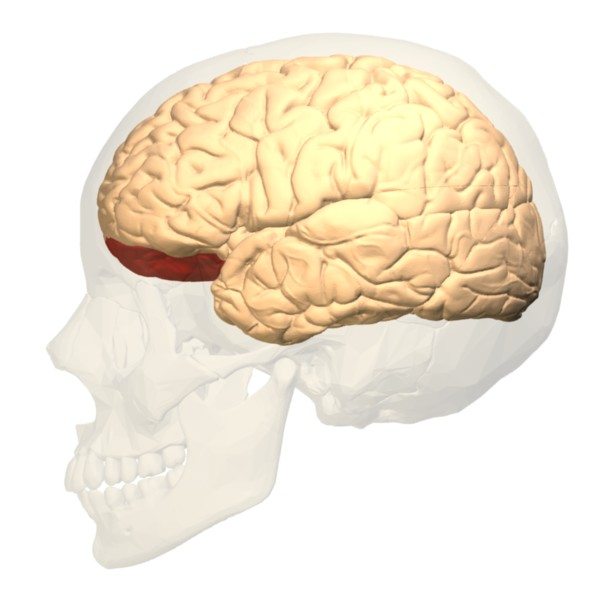
Vista Laterale

## Collegamenti
- Aree di Brodmann